# 朱寘錖
慶恭王朱寘錖（1475年—1498年），明朝第五代慶王，莊王朱邃塀的庶第一子。他在弘治三年（1490年）受封落交王，弘治七年（1494年）晉封慶王。他在位四年。弘治十一年（1498年）朱寘錖去世，五年後其子朱台浤嗣位。
| 無 原因：明政府封之   | 明落交國國王 1490年－1494年 | 無 原因：襲封慶藩國，封國廢除 |
| 前任者： 父莊王朱邃塀 | 明慶國國王 1494年－1498年   | 繼任： 子定王朱台浤           |